# Andreas Remmert
Andreas Remmert (* 22. Januar 1963 in Bergisch Gladbach) ist ein deutscher Jurist und seit 2012 Richter am Bundesgerichtshof.

## Leben
Remmert begann 1993 im höheren Justizdienst des Landes Nordrhein-Westfalen seine juristische Karriere. Zunächst wurde er am Amtsgericht Bergisch Gladbach und beim Landgericht Köln eingesetzt. 1999 wurde er für drei Jahre an das Justizministerium des Landes Nordrhein-Westfalen abgeordnet. 2003 wurde er zum Richter am Oberlandesgericht Köln ernannt. 2006 wechselte er wieder zum Justizministerium, wo er Referatsleiter des für Privatrecht zuständigen Referates war.
Anfang Mai 2012 wurde er Richter am Bundesgerichtshof und wurde dort dem III. Zivilsenat des Bundesgerichtshofes zugewiesen. Der III. Senat ist zuständig für Amts- und Staatshaftung.